# Ратмеке
Ратмеке (нем. Rathmecke) — район в средней части реки Рамеде между городами Люденшайд и Альтена.

## История
Ещё в XVII веке здесь были открыты железные рудники, о чём свидетельствуют находки местных исследователей — они обнаружили более порядка 30 старых плавильных печей и многочисленные отвалы шлака. Примерно в 1850 году эти рудники снова использовали, частично расширив их, также здесь была обнаружена медь. Другие медные рудники расположены дальше на юго-запад, в районе хребта Хелле (Helle).
В конце XIX века слесарь Аугуст Эндерс создал собственное небольшое кузнечное производство, используя воды реки Рамеде, которая вращала водяные колеса и приводила в действие кузнечные молоты и меха кузнечного горна. В 1910 году Аугуст Эндерс умер. К этому времени число сотрудников его компании выросло до 350 человек, и оно Аугустом Адами и Францем Паульманном было реорганизовано в товарищество с ограниченной ответственностью, а в 1923 году — в акционерное общество. В настоящее время — это предприятие Enders Colsman AG.
Рабочим и служащим предприятия требовалось жильё, поэтому Август Адами построил в Ратмеке новый поселок, который до сих пор носит его имя Адами (Adamy).